# Distrito de Katsuura
El distrito de Katsuura (勝浦郡 Katsuura-gun?) es un distrito localizado en la prefectura de Tokushima, Japón. En junio de 2019 tenía una población estimada de 6.326 habitantes y una densidad de población de 35,3 personas por km². Su área total es de 179,46 km².

## Localidades
- Kamikatsu
- Katsuura